# オスカー・シュムスキー
オスカー・シュムスキー（Oscar Shumsky, 1917年3月23日 - 2000年7月24日）は、フィラデルフィア生まれのアメリカ人ヴァイオリニスト。両親は亡命ロシア人。

## 経歴
3歳からヴァイオリンを学び始め、7歳でフィラデルフィア管弦楽団と共演して公式デビューした際、指揮者のストコフスキーをして「いまだかつてない神童」と言わしめた。フリッツ・クライスラーの注目を集めて、カーティス音楽院で晩年のレオポルト・アウアーに学ぶ。独立してからは、ソリストとしてではなく、むしろ教育活動や室内楽アンサンブルでの演奏、指揮など、より広い音楽経験を積み重ねることに専念した。とりわけ、ウィリアム・プリムローズやジョーゼフ・ギンゴールドらとともに、プリムローズ弦楽四重奏団を結成したことで知られる。
1978年になってようやく教育活動から退き、録音活動や独演に専念するようになった。晩年になってからのソロ活動が中心であり、しかも国外（主にイギリス）のマイナー・レーベルにおいて、自分の納得できる録音のみを残す方針をとったことから、その名声にもかかわらず残された録音は決して多くない。
しかし、グレン・グールドと共演したりヒンデミットやエルネスト・ブロッホの作品を録音したほか、1980年代初頭に、デジタル録音方式では初めてイザイの≪無伴奏ヴァイオリン・ソナタ≫を全曲録音するなど、アウアー門下の他のヴァイオリニストには見られないレパートリーや音楽的な趣味をのぞかせた。
スタンダードなところでは、いわゆるドイツ3大Ｂ（バッハ、ベートーヴェン、ブラームス）の協奏曲のほか、モーツァルトの協奏曲集とソナタ集、グラズノフの協奏曲、バッハの≪無伴奏ヴァイオリンのためのソナタとパルティータ≫、グリーグのソナタ、ブラームスのハンガリー舞曲集（ヨーゼフ・ヨアヒム編曲）、クライスラーの小品集を得意とした。ピエール・ロード作品の録音もある。
息子エリックもヴァイオリニスト。